# Basisdemokratie
Die Basisdemokratie ist eine begrifflich nur als „diffuser Sammelbegriff“ definierte Form der direkten Demokratie. Sie kommt in den meisten basisdemokratischen Konzepten im Gegensatz zur repräsentativen Demokratie ohne Repräsentanten aus, da alle relevanten Entscheidungen von den Betroffenen selbst durch „unmittelbare Beteiligung“ getroffen werden, entweder durch Abstimmung oder direkte Aktion. Sofern es in manchen Konzepten Amtsträger gibt, sollen diese unter dem Vorbehalt der ständigen Abwahlmöglichkeit stehen.

## Merkmale
Basisdemokratie ist ein kontinuierlicher Prozess zur Willensbildung (Bildung, Information und Diskurs) und Entscheidungsfindung im Konsens-Verfahren (inklusive vorgeschalteter Willensbildung und Behandlung von Widerständen) einer betroffenen Gruppe.
Populär wurde der Begriff im Umfeld von Bürgerinitiativen und Neuen Sozialen Bewegungen als basisorientierte Alternative zur repräsentativen Demokratie. Ziel ist in der Tendenz, die Trennung zwischen Regierenden und Regierten aufzuheben und durch umfassende direkte Partizipation an Willensbildungsprozessen zugunsten eines als erkennbar betrachteten Gemeinwillens (siehe volonté générale) zu ersetzen. In diesem Sinne greift die Basisdemokratie auf ältere Vorläufer wie die Ausführungen Rosa Luxemburgs zur Spontanität der Massen und Konzepte der Rätedemokratie zurück.
Eine der grundsätzlichen Schwierigkeiten liegt darin, genau einzugrenzen, wer zur partizipationsberechtigten Basis gehören soll und wer nicht. Gesehen wird ebenso ein erhöhter Schwierigkeitsgrad bei Konsenserreichung und damit auch bei der Entscheidungsfindung. Außerdem gibt es die Befürchtung, dass die Basisdemokratie konfliktfähige Gruppen gegenüber schwächeren Gruppen innerhalb der Basis strukturell bevorzuge. Verschiedene Konzepte der Basisdemokratie sind Teilhabe und Partizipation.
Die zunehmende Verbreitung von Internetzugängen ermöglicht es theoretisch, basisdemokratische Abstimmungen online im Netz durchzuführen. Durch sogenannte I-Votings könnten Entscheidungen schnell getroffen und ausgewertet werden.

## Deutschland
Seit Mitte der 1970er sind basisdemokratische Organisationsformen wie das Bezugsgruppenmodell und die Entscheidungsfindung im Konsens-Verfahren wichtige Merkmale von Gewaltfreien Aktionen der Graswurzelbewegung und anderen Neuen Sozialen Bewegungen.
Eine Partei Deutschlands, die sich in ihrer Gründungsphase explizit zur Basisdemokratie bekannte, sind die Grünen. Die Wahlerfolge in den späten 1980ern sowie vor allem der Zusammenschluss mit den Ost-Grünen und verschiedenen Bürgerrechtsbewegungen, die in Bündnis 90 aufgingen, führte jedoch zu einer zunehmenden Professionalisierung und Personalisierung der Grünen, die dadurch nach und nach Teile ihrer Grundsätze, die einer Hierarchisierung entgegenstanden, aufgaben. Hinzu kam auch, dass eine feste Führungsspitze aufgrund der Medienwirksamkeit von der breiten Bevölkerung eher angenommen wurde als ständig wechselnde Personen, die letztendlich außerhalb der Partei kaum bekannt waren.

## Rezeption
Weil sich das Reinkonzept der identitären Demokratie – dem die Basisdemokratie zugeordnet wird – gegen die konstitutionelle Verlagerung der Macht von der Masse des Volkes hin zu abstrakten Regeln folgenden Institutionen richtet, bleibt nach kritischer Meinung fraglich, wie in einer reinen Basisdemokratie die Rechte des Einzelnen (Individualrecht; Mindermeinung, Partikularinteressen) vor dem Zugriff der jeweiligen Mehrheit geschützt werden könnten. Der von der Mehrheit erreichte institutionelle Konsens könnte die die Individualrechte schützenden Gesetze im Prinzip jederzeit abschaffen bzw. ganz ohne Gesetze regieren.
In der bundesdeutschen repräsentativen Demokratie ist im Grundgesetz ein Verfassungskern von Grundrechten und rechtsstaatlichen Prinzipien wie dem der Gewaltenteilung als vor Veränderung oder gar Aufhebung geschützt festgelegt und könnte nur durch Totalersetzung der Verfassung oder einen Umsturz angetastet werden (siehe Ewigkeitsklausel).
Dem Gedanken der Basisdemokratie in seiner Reinform wird aufgrund seiner theoretisch unbegrenzten Zugriffsmacht gegenüber dem Einzelnen deshalb teilweise auch ein potentiell totalitäres Politikverständnis vorgeworfen (siehe Carl Joachim Friedrich), wobei dieser Vorwurf allerdings nicht dazu benutzt werden dürfe, jede Form direktdemokratischer Partizipation zu diffamieren.